# Memphis Heat
Albums de Canned Heat et Memphis Slim
One More River to Cross
(1973) Human Condition
(1978)
Memphis Heat est album studio, issu d'une collaboration entre le groupe de blues rock américain Canned Heat et le pianiste Memphis Slim, sorti en 1974. L'album a été enregistré en France au château d'Hérouville, les 18 septembre 1970 et 11 juillet 1973. Sur 6 des 13 pistes, la formation est accompagnée des Memphis Horns, un quintet composé d'une trompette, d'un trombone et de trois saxophones : deux ténors et un baryton,. La pochette de l'album a été conçue par Jean Vern.

## Personnel[1]
Memphis Slim - Chant, piano
Canned Heat
- Richard Hite - Basse
- Alfredo De La Barreta - Basse
- Adolfo "Fito" De La Parra - Batterie
- Henry Vestine - Guitare
- James Shane - Guitare
- Joel Scott Hill - chant, guitare

Memphis Horns
- Andrew Love - Saxophone ténor
- Ed Logan - Saxophone ténor
- Jack Hale - Trombone
- James Mitchell - Saxophone bariton
- Wayne Jackson - Trompette